# Picture Me Rollin'
Picture Me Rollin'  è un brano musicale del cantante statunitense Chris Brown, tratto dal suo settimo album Royalty, pubblicato il 18 dicembre del 2015.

## Il brano
Picture Me Rollin'  è un brano g-funk e new jack swing che incorpora elementi della musica hip-hop degli anni '90, ed è stato scritto da Brown e prodotto da Dr3amforever. La canzone contiene un'interpolazione del singolo del 1994 Regulate, di Warren G e Nate Dogg, contenuta nell'album Regulate...G Funk Era.

## Video musicale
Il video musicale di Picture Me Rollin' è stato diretto interamente da Brown, ed è stato pubblicato il 17 dicembre 2015, il giorno prima della pubblicazione dell'album. Il video è il sequel del video musicale brano di Anyway. Il video musicale presenta i vari cameo di Scott Disick, French Montana, ASAP Ferg e ASAP Rocky.

## Classifiche
| Classifica (2016)          | Posizione massima |
| -------------------------- | ----------------- |
| U.S. Hot R&B/Hip-Hop Songs | 50                |